# Spirama crameriana
Spirama crameriana là một loài bướm đêm trong họ Erebidae.